# Zvone Hribar
Zvone Hribar, slovenski gledališki in televizijski igralec, * 12. februar 1957, Ljubljana.
Igralec Zvone Hribar se je 12. junija leta 1957 rodil v Ljubljani. Tam je tudi študiral na AGRFT, kjer je pri 22 letih leta 1979 zaključil študij, ko je postal član igralskega ansambla Ljubljanske drame. Diplomiral je leta 1996. Nastopa tudi v drugih gledališčih v Sloveniji, kot so Drama SNG Maribor, EG Glej in Koper, poleg tega pa še v filmu in televizijskih nadaljevankah. Pri 22 letih je prejel naziv igralca leta na filmskem festivalu v Celju.
Hribar je rimokatoličan.

## Vloge
Gledališče
- Disident Arnož in njegovi (2016)
- Cesar Janez  (2016)
- Macbeth (2016)
- Ana Karenina (2016)
- Jugoslavija, moja dežela (2015)
- Grad (2015)
- Tugomer (2015)

Televizija
- Pod eno streho (2002/2004)
- Usodno vino (2015)